# Bombylius polypogon
Bombylius polypogon är en tvåvingeart som beskrevs av Friedrich Hermann Loew 1855. Bombylius polypogon ingår i släktet Bombylius och familjen svävflugor. Inga underarter finns listade i Catalogue of Life.